# 에리크 11세

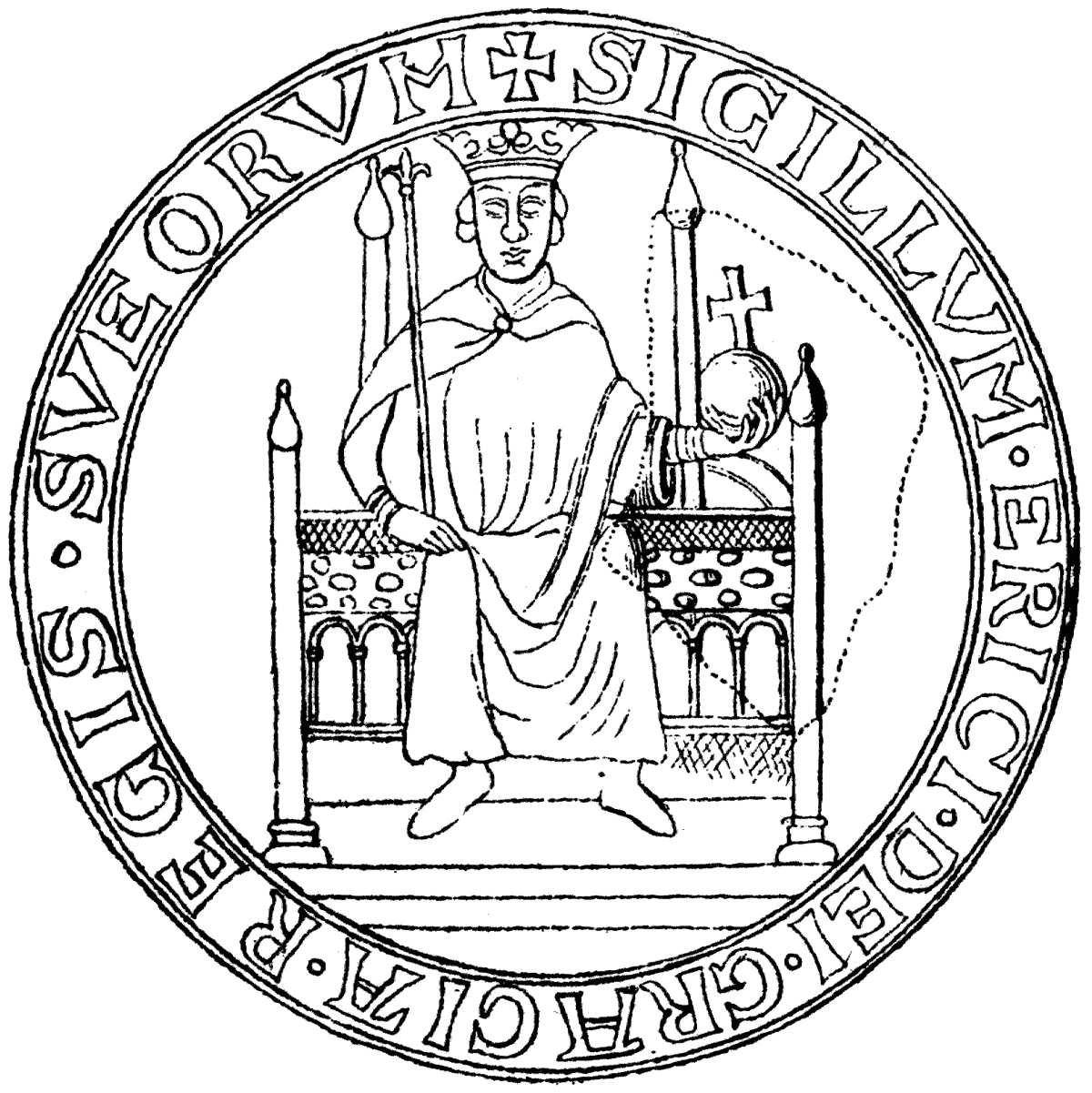
에리크 11세의 인장

에리크 11세(스웨덴어: Erik XI, 1216년 ~ 1250년 2월 2일) 또는 에리크 에릭손(스웨덴어: Erik Eriksson, Erik läspe och halte, 고대 노르드어: Eiríkr Eiríksson)은 스웨덴의 국왕(재위: 1222년 ~ 1229년, 1234년 ~ 1250년)이다. 에리크가 최후의 군주이기도 하다.

## 생애
에리크 10세(Eric X, 에리크 크누트손(Erik Knutsson))의 아들로 태어났다. 그의 어머니인 리헤자(Richeza)는 덴마크의 발데마르 1세 국왕의 딸이다. 1222년 요한 1세가 사망하면서 6세의 나이에 스웨덴의 국왕으로 즉위했다. 즉위 당시에는 크누트 홀름게르손(Knut Holmgersson)이 섭정 역할을 수행했다.
1229년 쇠데르만란드 지방에서 일어난 올루스트라(Olustra) 전투에서 전투에서 크누트 홀름게르손에게 패배하면서 왕위에서 물러났고 삼촌인 발데마르 2세가 지배하고 있던 덴마크로 망명하게 된다. 크누트 홀름게르손은 1231년 스웨덴의 크누트 2세 국왕으로 즉위했지만 1234년에 사망하고 만다.
1234년 크누트 2세가 사망하면서 스웨덴으로 귀환했고 에리크 11세는 스웨덴의 국왕으로 복위하게 된다. 스웨덴의 국왕으로 복위한 이후에는 비엘보(Bjälbo)의 수네 폴카손(Sune Folkason)의 딸이자 스베르케르가(Sverker)의 상속인인 카타리나 수네스도테르(Katarina Sunesdotter)와 결혼했지만 자녀는 낳지 못했다.
1250년에 사망했으며 그의 시신은 바른헴(Varnhem) 수도원에 안치되었다. 그의 왕위는 발데마르 비르예르손이 승계받았다.

## 사진

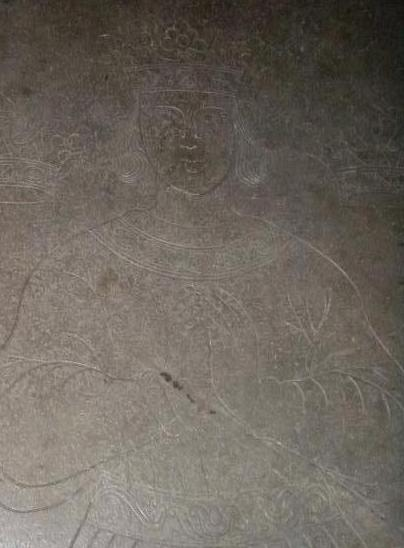
바른헴(Varnhem) 수도원에 안치된 에리크 11세의 무덤
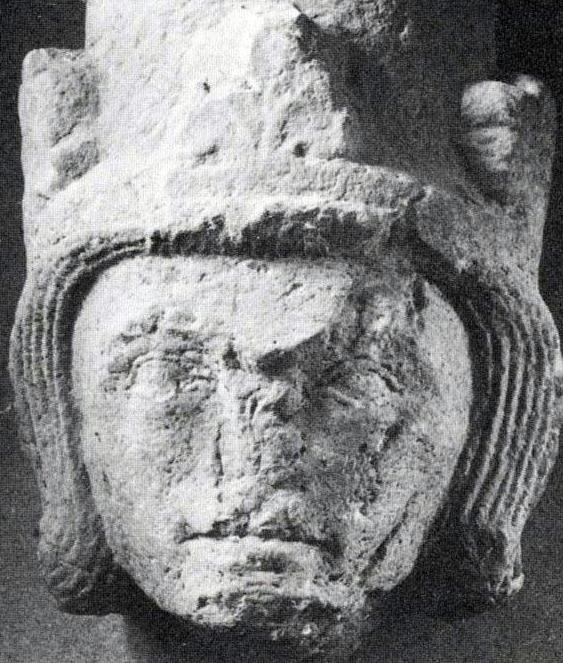
13세기에 훼손된 에리크 11세의 흉상

| 전임 요한 1세 | 스웨덴의 국왕 1222년 ~ 1229년 | 후임 크누트 2세 |

| 전임 크누트 2세 | 스웨덴의 국왕 1234년 ~ 1250년 | 후임 발데마르 비르예르손 |